# Episodi di Kappa Mikey (seconda stagione)
La seconda stagione della serie animata Kappa Mikey, composta da 26 episodi, è stata trasmessa negli Stati Uniti d'America da Nicktoons dal 9 giugno 2007 al 20 settembre 2008.
In Italia la messa in onda della stagione è sconosciuta.
| nº | Titolo originale      | Titolo italiano | Prima TV USA      | Prima TV Italia |
| -- | --------------------- | --------------- | ----------------- | --------------- |
| 1  | Camp!                 |                 | 9 giugno 2007     |                 |
| 2  | The Bracemaster       |                 | 16 giugno 2007    |                 |
| 3  | Hog Day Afternoon     |                 | 24 giugno 2007    |                 |
| 4  | Mikey at the Bat      |                 | 1 luglio 2007     |                 |
| 5  | Free Squiddy          |                 | 10 giugno 2007    |                 |
| 6  | Go Nard Hunting       |                 | 15 giugno 2007    |                 |
| 7  | Mikey, Kappa          |                 | 5 agosto 2007     |                 |
| 8  | Script Assassin       |                 | 12 agosto 2007    |                 |
| 9  | Mitsuki Vanishes      |                 | 19 agosto 2007    |                 |
| 10 | The Masked Tanuki     |                 | 26 agosto 2007    |                 |
| 11 | Back to School        |                 | 2 settembre 2007  |                 |
| 12 | Manic Monday          |                 | 3 settembre 2007  |                 |
| 13 | Mikey's Place         |                 | 26 settembre 2007 |                 |
| 14 | LilyBoo               |                 | 28 ottobre 2007   |                 |
| 15 | Night of the Werepuff |                 | 28 ottobre 2007   |                 |
| 16 | The Karaoke Episode   |                 | 16 febbraio 2008  |                 |
| 17 | The Karaoke Episode   |                 | 16 febbraio 2008  |                 |
| 18 | Mikey's Memoirs       |                 | 17 febbraio 2008  |                 |
| 19 | Seven from LilyMu     |                 | 24 febbraio 2008  |                 |
| 20 | Mikey and the Pauper  |                 | 2 marzo 2008      |                 |
| 21 | The Clip Show         |                 | 9 marzo 2008      |                 |
| 22 | Tin Putt              |                 | 16 marzo 2008     |                 |
| 23 | Live LilyMu           |                 | 30 marzo 2008     |                 |
| 24 | Mitsuki Butterfly     |                 | 6 settembre2008   |                 |
| 25 | Fashion Frenzy        |                 | 6 settembre2008   |                 |
| 26 | The Wizard of Ozu     |                 | 20 settembre 2008 |                 |